# Kinnesswood
Kinnesswood es una localidad situada en Perth and Kinross, Escocia (Reino Unido). Tiene una población estimada, a mediados de 2020, de 540 habitantes.
Está ubicada en el centro-norte de Escocia, al norte de las ciudades de Glasgow y Edimburgo, y al oeste de Dundee y Aberdeen.